# Sędziszów (gmina)

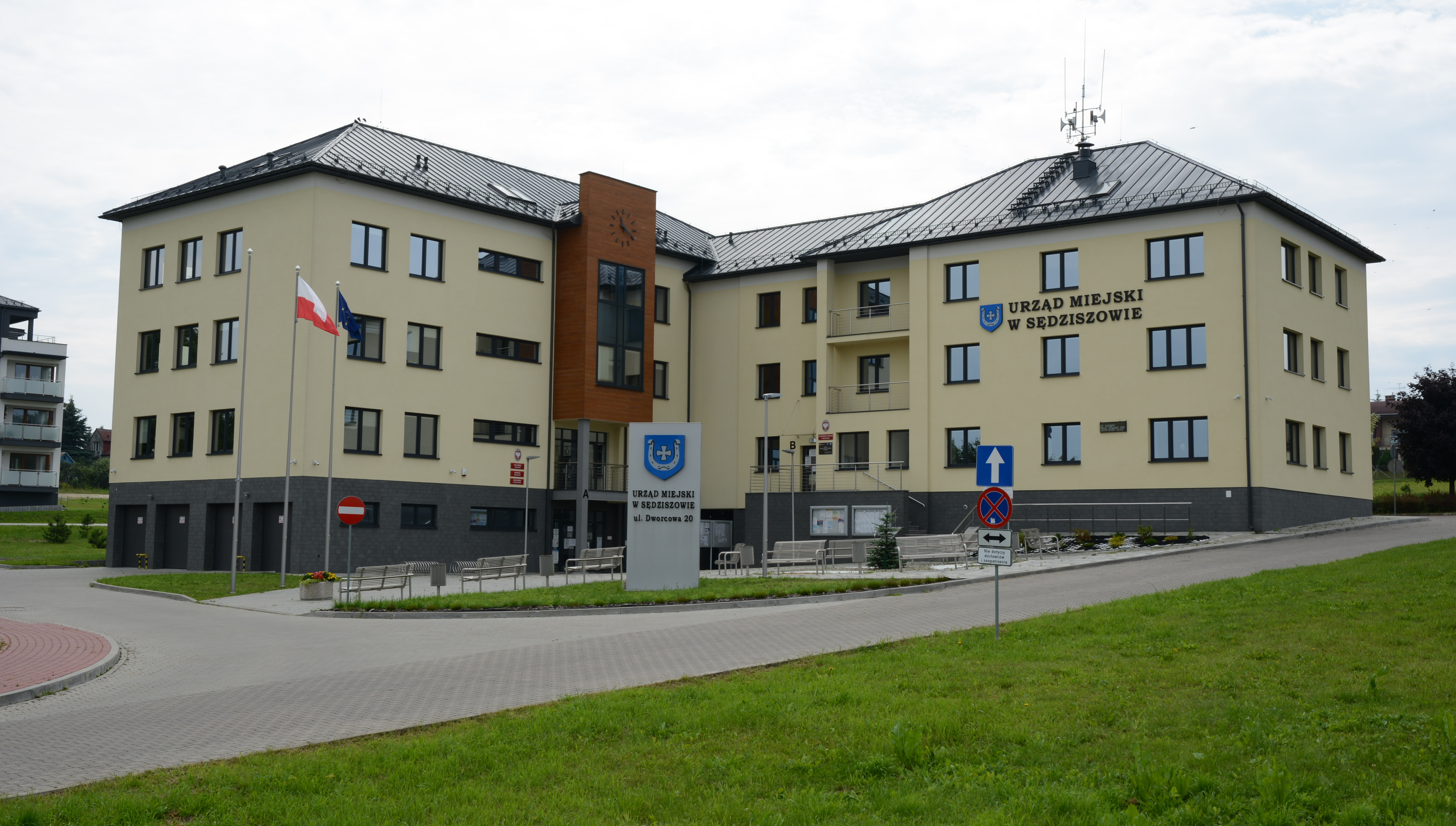
Urząd miejski w Sędziszowie

Sędziszów – gmina miejsko-wiejska w województwie świętokrzyskim, w powiecie jędrzejowskim. W latach 1975–1998 gmina położona była w województwie kieleckim.
Siedziba gminy to Sędziszów.
Na terenie miasta i gminy Sędziszów znajduje się podstrefa Specjalnej Strefy Ekonomicznej Starachowice, obejmująca obszar 17,1 ha i zagospodarowana w 100% (Fabryka Kotłów Sefako).
Na koniec r. 2020 gminę zamieszkiwało 12 518 osób.

## Miejscowości
| Miejscowości podstawowe i ich integralne części w administracji gminy Sędziszów – obszar wiejski gminy.                                                                                   | Miejscowości podstawowe i ich integralne części w administracji gminy Sędziszów – obszar wiejski gminy. | Miejscowości podstawowe i ich integralne części w administracji gminy Sędziszów – obszar wiejski gminy. | Miejscowości podstawowe i ich integralne części w administracji gminy Sędziszów – obszar wiejski gminy. | Miejscowości podstawowe i ich integralne części w administracji gminy Sędziszów – obszar wiejski gminy. |
| Nazwa | Rodzaj miejscowości                                                                                     | Miejscowość podstawowa                                                                                  | SIMC | Położenie geograficzne                                                                                  |
| --- | --- | --- | --- | --- |
| Aleksandrów | wieś | | 0266778                                                                                                 | 50°34′34″N 20°09′22″E/50,576111 20,156111                                                               |
| Białowieża | wieś | | 0266790                                                                                                 | 50°32′40″N 19°58′30″E/50,544444 19,975000                                                               |
| Boleścice | wieś | | 0266815                                                                                                 | 50°35′06″N 20°07′24″E/50,585000 20,123333                                                               |
| Borszowice | wieś | | 0266844                                                                                                 | 50°34′14″N 20°05′20″E/50,570556 20,088889                                                               |
| Bugaj | wieś | | 0266873                                                                                                 | 50°34′13″N 19°58′06″E/50,570278 19,968333                                                               |
| Czekaj | wieś | | 0266880                                                                                                 | 50°33′19″N 19°58′28″E/50,555278 19,974444                                                               |
| Czepiec | wieś | | 0266910                                                                                                 | 50°31′38″N 19°56′04″E/50,527222 19,934444                                                               |
| Czostków | część wsi                                                                                               | Zielonki                                                                                                | 0267401                                                                                                 | 50°32′37″N 20°08′21″E/50,543611 20,139167                                                               |
| Dębina | przysiółek wsi                                                                                          | Przełaj Czepiecki                                                                                       | 0267269                                                                                                 | 50°32′23″N 19°55′39″E/50,539722 19,927500                                                               |
| Dębowa Góra | część wsi                                                                                               | Klimontówek                                                                                             | 0267045                                                                                                 | 50°30′49″N 20°04′10″E/50,513611 20,069444                                                               |
| Dziadówki Krzcięcickie | kolonia wsi                                                                                             | Mierzyn                                                                                                 | 0267134                                                                                                 | 50°34′47″N 20°08′26″E/50,579722 20,140556                                                               |
| Gniewięcin | wieś | | 0266940                                                                                                 | 50°32′13″N 20°03′35″E/50,536944 20,059722                                                               |
| Górki | kolonia wsi                                                                                             | Gniewięcin                                                                                              | 0266956                                                                                                 | 50°32′18″N 20°03′07″E/50,538333 20,051944                                                               |
| Górki | przysiółek wsi                                                                                          | Tarnawa                                                                                                 | 0993366                                                                                                 | 50°34′56″N 20°00′09″E/50,582222 20,002500                                                               |
| Grązów | wieś | | 0266979                                                                                                 | 50°33′21″N 20°06′18″E/50,555833 20,105000                                                               |
| Janinów | osada wsi                                                                                               | Mstyczów                                                                                                | 0993277                                                                                                 | 50°31′39″N 19°57′06″E/50,527500 19,951667                                                               |
| Jeżów | wieś | | 0266985                                                                                                 | 50°31′14″N 20°01′01″E/50,520556 20,016944                                                               |
| Józefów | kolonia wsi                                                                                             | Mstyczów                                                                                                | 0993283                                                                                                 | 50°31′02″N 19°57′45″E/50,517222 19,962500                                                               |
| Kapkaz | część wsi                                                                                               | Przełaj Czepiecki                                                                                       | 0267275                                                                                                 | 50°31′53″N 19°55′05″E/50,531389 19,918056                                                               |
| Kapkazik | część wsi                                                                                               | Przełaj Czepiecki                                                                                       | 0993343                                                                                                 | 50°32′25″N 19°54′53″E/50,540278 19,914722                                                               |
| Klimontów | wieś | | 0267000                                                                                                 | 50°31′01″N 20°02′13″E/50,516944 20,036944                                                               |
| Klimontówek | wieś | | 0267039                                                                                                 | 50°30′53″N 20°03′22″E/50,514722 20,056111                                                               |
| Kolonia Dolna | część wsi                                                                                               | Gniewięcin                                                                                              | 0266962                                                                                                 | 50°32′06″N 20°03′36″E/50,535000 20,060000                                                               |
| Krzcięcice | wieś | | 0267074                                                                                                 | 50°35′08″N 20°10′34″E/50,585556 20,176111                                                               |
| Krzelów | wieś | | 0267080                                                                                                 | 50°33′18″N 19°58′56″E/50,555000 19,982222                                                               |
| Kucaków | kolonia wsi                                                                                             | Łowinia                                                                                                 | 0267105                                                                                                 | 50°36′04″N 20°05′29″E/50,601111 20,091389                                                               |
| Las Klimontowski | przysiółek wsi                                                                                          | Jeżów                                                                                                   | 0266991                                                                                                 | 50°31′43″N 20°01′05″E/50,528611 20,018056                                                               |
| Laskowa | część wsi                                                                                               | Klimontówek                                                                                             | 0267051                                                                                                 | 50°30′59″N 20°02′44″E/50,516389 20,045556                                                               |
| Laskowa | osada wsi                                                                                               | Klimontów                                                                                               | 0267016                                                                                                 | 50°31′11″N 20°02′14″E/50,519722 20,037222                                                               |
| Lipie | część wsi                                                                                               | Klimontów                                                                                               | 0267022                                                                                                 | 50°31′56″N 20°01′28″E/50,532222 20,024444                                                               |
| Łowinia | wieś | | 0267097                                                                                                 | 50°36′19″N 20°06′41″E/50,605278 20,111389                                                               |
| Marianów | wieś | | 0267111                                                                                                 | 50°34′58″N 20°01′11″E/50,582778 20,019722                                                               |
| Mierzyn | wieś | | 0267128                                                                                                 | 50°35′06″N 20°09′14″E/50,585000 20,153889                                                               |
| Mstyczów | wieś | | 0267140                                                                                                 | 50°31′31″N 19°58′36″E/50,525278 19,976667                                                               |
| Od Tarnawy | część wsi                                                                                               | Czekaj                                                                                                  | 0266896                                                                                                 | 50°33′31″N 19°58′39″E/50,558611 19,977500                                                               |
| Okupniki | część wsi                                                                                               | Przełaj                                                                                                 | 0267223                                                                                                 | 50°31′27″N 19°56′49″E/50,524167 19,946944                                                               |
| Opoczka | część wsi                                                                                               | Białowieża                                                                                              | 0266809                                                                                                 | 50°32′30″N 19°58′21″E/50,541667 19,972500                                                               |
| Pawłowice | wieś | | 0267157                                                                                                 | 50°34′58″N 20°05′38″E/50,582778 20,093889                                                               |
| Piasek | część wsi                                                                                               | Czepiec                                                                                                 | 0266927                                                                                                 | 50°31′43″N 19°56′02″E/50,528611 19,933889                                                               |
| Piekło | część wsi                                                                                               | Zielonki                                                                                                | 0267418                                                                                                 | 50°32′54″N 20°07′52″E/50,548333 20,131111                                                               |
| Piła | wieś | | 0267170                                                                                                 | 50°32′54″N 20°02′49″E/50,548333 20,046944                                                               |
| Piołunka | wieś | | 0267186                                                                                                 | 50°34′06″N 20°08′28″E/50,568333 20,141111                                                               |
| Pipidówka | przysiółek wsi                                                                                          | Wojciechowice                                                                                           | 0267364                                                                                                 | 50°36′26″N 20°09′45″E/50,607222 20,162500                                                               |
| Pod Karczmą | część wsi                                                                                               | Czepiec                                                                                                 | 0266933                                                                                                 | 50°31′37″N 19°56′26″E/50,526944 19,940556                                                               |
| Pod Lasem | część wsi                                                                                               | Podsadek                                                                                                | 0267200                                                                                                 | 50°32′10″N 20°00′22″E/50,536111 20,006111                                                               |
| Pod Stokiem | część wsi                                                                                               | Czekaj                                                                                                  | 0266904                                                                                                 | 50°33′15″N 19°58′30″E/50,554167 19,975000                                                               |
| Podlesie | kolonia wsi                                                                                             | Przełaj                                                                                                 | 0267230                                                                                                 | 50°30′44″N 19°55′12″E/50,512222 19,920000                                                               |
| Podsadek | wieś | | 0267192                                                                                                 | 50°31′20″N 20°00′03″E/50,522222 20,000833                                                               |
| Podsadek Dolny | część wsi                                                                                               | Podsadek                                                                                                | 0993320                                                                                                 | 50°31′19″N 20°00′14″E/50,521944 20,003889                                                               |
| Podsadek Średni | część wsi                                                                                               | Podsadek                                                                                                | 0993337                                                                                                 | 50°31′47″N 19°59′48″E/50,529722 19,996667                                                               |
| Przedmoszczany | przysiółek wsi                                                                                          | Mstyczów                                                                                                | 0993290                                                                                                 | 50°31′33″N 19°57′51″E/50,525833 19,964167                                                               |
| Przełaj | wieś | | 0267217                                                                                                 | 50°31′23″N 19°56′22″E/50,523056 19,939444                                                               |
| Przełaj Czepiecki | wieś | | 0267252                                                                                                 | 50°32′06″N 19°55′07″E/50,535000 19,918611                                                               |
| Psikus | część wsi                                                                                               | Borszowice                                                                                              | 0266850                                                                                                 | 50°34′17″N 20°06′10″E/50,571389 20,102778                                                               |
| Raj | kolonia wsi                                                                                             | Krzcięcice                                                                                              | 0993260                                                                                                 | 50°35′14″N 20°10′14″E/50,587222 20,170556                                                               |
| Sadki | kolonia wsi                                                                                             | Aleksandrów                                                                                             | 0266784                                                                                                 | 50°34′06″N 20°09′41″E/50,568333 20,161389                                                               |
| Skorupków | część wsi                                                                                               | Klimontówek                                                                                             | 0267068                                                                                                 | 50°30′52″N 20°03′51″E/50,514444 20,064167                                                               |
| Słaboszowice | wieś | | 0267298                                                                                                 | 50°35′03″N 20°11′39″E/50,584167 20,194167                                                               |
| Sosnowiec | wieś | | 0267312                                                                                                 | 50°35′24″N 20°03′25″E/50,590000 20,056944                                                               |
| Stara Wieś | część wsi                                                                                               | Wojciechowice                                                                                           | 0267370                                                                                                 | 50°35′36″N 20°08′47″E/50,593333 20,146389                                                               |
| Stara Wieś | część wsi                                                                                               | Przełaj                                                                                                 | 0267246                                                                                                 | 50°31′18″N 19°55′29″E/50,521667 19,924722                                                               |
| Stary Sosnowiec | część wsi                                                                                               | Sosnowiec                                                                                               | 0993350                                                                                                 | 50°35′20″N 20°03′42″E/50,588889 20,061667                                                               |
| Swaryszów | wieś | | 0267329                                                                                                 | 50°33′32″N 20°01′03″E/50,558889 20,017500                                                               |
| Szałas | wieś | | 0267335                                                                                                 | 50°34′23″N 19°59′27″E/50,573056 19,990833                                                               |
| Tarnawa | wieś | | 0267341                                                                                                 | 50°34′02″N 20°01′17″E/50,567222 20,021389                                                               |
| Tarnawa-Wydanka | wieś | | 0267387                                                                                                 | 50°33′57″N 19°59′51″E/50,565833 19,997500                                                               |
| Torfie | przysiółek wsi                                                                                          | Klimontów                                                                                               | 0993248                                                                                                 | 50°30′19″N 20°01′57″E/50,505278 20,032500                                                               |
| Wojciechowice | wieś | | 0267358                                                                                                 | 50°35′36″N 20°09′07″E/50,593333 20,151944                                                               |
| Wojciechów | osada wsi                                                                                               | Mstyczów                                                                                                | 0993308                                                                                                 | 50°33′03″N 19°56′27″E/50,550833 19,940833                                                               |
| Występ | część wsi                                                                                               | Piołunka                                                                                                | 0993314                                                                                                 | 50°34′02″N 20°07′53″E/50,567222 20,131389                                                               |
| Zagaje | osada wsi                                                                                               | Pawłowice                                                                                               | 0267163                                                                                                 | 50°34′41″N 20°05′59″E/50,578056 20,099722                                                               |
| Zagaje | przysiółek wsi                                                                                          | Borszowice                                                                                              | 0266867                                                                                                 | 50°34′27″N 20°06′16″E/50,574167 20,104444                                                               |
| Zapusty | kolonia wsi                                                                                             | Boleścice                                                                                               | 0266821                                                                                                 | 50°34′08″N 20°07′10″E/50,568889 20,119444                                                               |
| Zarzecze | kolonia wsi                                                                                             | Słaboszowice                                                                                            | 0267306                                                                                                 | 50°35′24″N 20°11′08″E/50,590000 20,185556                                                               |
| Zarzecze | przysiółek wsi                                                                                          | Boleścice                                                                                               | 0266838                                                                                                 | 50°35′15″N 20°07′02″E/50,587500 20,117222                                                               |
| Zielonki | wieś | | 0267393                                                                                                 | 50°32′52″N 20°07′37″E/50,547778 20,126944                                                               |
| Żabieniec | przysiółek wsi                                                                                          | Przełaj Czepiecki                                                                                       | 0267281                                                                                                 | 50°31′33″N 19°54′47″E/50,525833 19,913056                                                               |
| Źródła: Wykaz urzędowych nazw miejscowości i ich części (xls),Dz.U. z 2013 r. poz. 200 oraz Dz.U. z 2015 r. poz. 1636, Zbiory danych państwowego rejestru nazw geograficznych -2025-06-15 | | | | |

## Struktura powierzchni
Według stanu na 1 stycznia 2011 r. powierzchnia gminy wynosi 145,65 km², z czego miasto Sędziszów zajmuje 7,92 km², zaś obszary wiejskie – 137,73 km².
W 2007 r. 76% obszaru gminy stanowiły użytki rolne, a 15% – użytki leśne.

## Demografia

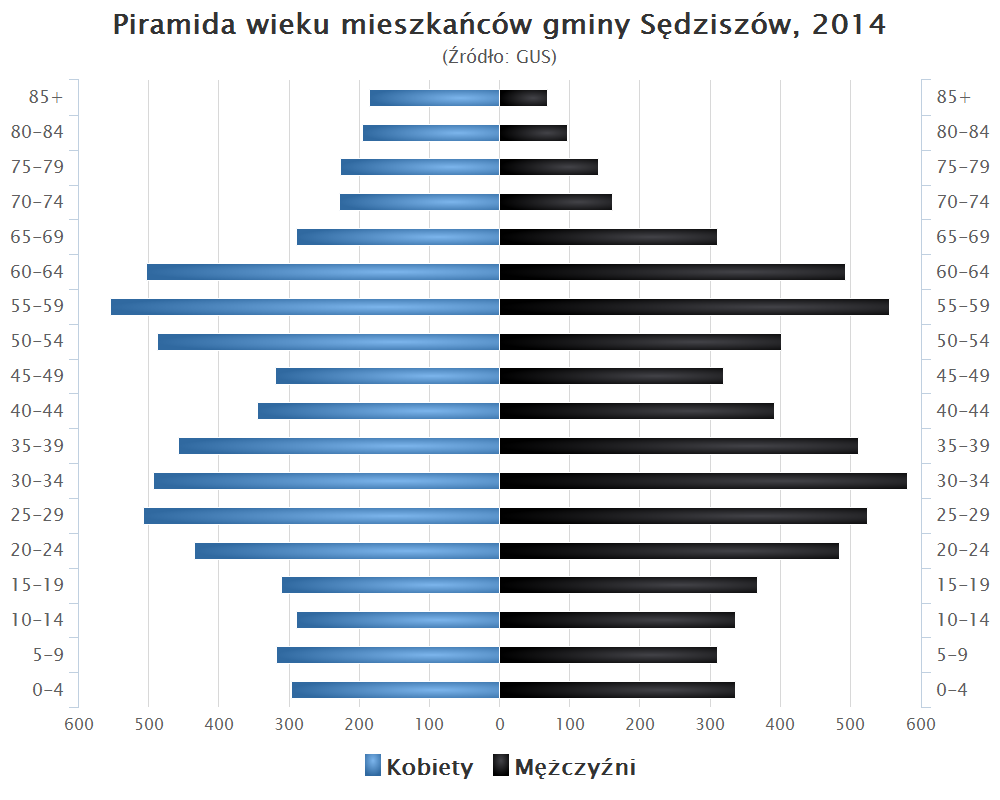
Piramida wieku mieszkańców gminy Sędziszów w 2014 roku

Liczba ludności (dane z 31 grudnia 2010):
|        | Ogółem | Ogółem | Kobiety | Kobiety | Mężczyźni | Mężczyźni |
| osób   | %      | osób   | %       | osób    | %         |           |
| ------ | ------ | ------ | ------- | ------- | --------- | --------- |
| Ogółem | 12 791 | 100    | 6478    | 50,64   | 6313      | 49,36     |
| Miasto | 6639   | 51,90  | 3322    | 25,97   | 3317      | 25,93     |
| Wieś   | 6152   | 48,10  | 3156    | 24,67   | 2996      | 23,42     |

▶Wieś vs ▶miasto
Ogółem (▶k, ▶m)
Miasto (▶k, ▶m)
Wieś (▶k, ▶m)

## Położenie
- Południowo-zachodnia część województwa świętokrzyskiego
- Południowo-zachodnia część powiatu jędrzejowskiego
- W obrębie Niecki Miechowskiej
- Mezoregiony: Płaskowyż Jędrzejowski i Garb Wodzisławski oraz Wyżyna Miechowska

## Zabytki

### Relikty średniowiecznego grodziska
Badania archeologiczne prowadzano w 1904 r. i w latach 60. XX w. Prace wykopaliskowe z 1980 r. doprowadziły do odkrycia grotów bełtów, gwoździ, fragmentów ceramiki, oraz zwierzęcych kości.
Grodzisko leży na skraju podmokłej doliny potoku Lipka, współcześnie jest to północna część wsi Piła. Pozostałości grodziska, pochodzącego z 2 połowy XIII w., to kopiec ziemny o średnicy 30 m i wysokości 8 m oraz nasyp otaczający resztki fosy. Na szczycie odkryto pozostałości drewnianej budowli.

### Sędziszów
- Barokowy kościół parafialny pw. Świętego Piotra i Pawła, wzniesiony w latach 1771–1786.
- Był Dworek z XIX w. – oficyna z czasów rodu Dembińskich, część ogrodzenia dworskiego, park, oraz spichlerz i czworak. W miejsce dworku powstał Zakład Opiekuńczo-Leczniczy (ZOL) „Caritas Kielce”. Pozostałości ogrodzenia rozebrano.
- Przydrożna kapliczka – figura Chrystusa z 1650 r.
- Osiedle Drewniane – budynki dla pracowników kolei wybudowane przez Niemców.
- Ulica Kolejowa – zabudowa poniemiecka, stylizowana na styl tyrolski.

### Krzcięcice
- Murowany dwór (wraz z pozostałościami ogrodzenia) z połowy XIX w. Będący we własnością Wandy Zadeckiej.
- Kościół św. Prokopa wzniesiony w latach 1531–1542. Restaurowany w 1880 r.
- Dzwonnica drewniana z XVIII w.
- Drewniany młyn wodny z 1892 r. (obecnie nieczynny).

### Krzelów
- Dwór z XIX w., zbudowany z wykorzystaniem części dworu z XVIII w., przebudowany w 1889 r. i remontowany w 1974 r. Aktualnie poddany gruntownemu odrestaurowaniu przez właściciela.
- Zespół budynków folwarcznych w Krzelowie
  - murowana rządcówka z końca XIX w.
  - murowana kancelaria z 1935 r.
  - murowany dom zootechnika z 1935 r.
  - murowana stajnia i wozownia z końca XIX w.
  - murowana obora z ok. 1935 r.
  - murowana owczarnia z początku XIX w.
  - stodoła murowano-drewniana z połowy XIX w.
  - spichlerz z 1850 r.
- Oficyna dworu w Krzelowie z galeriami
  - Oficyna wschodnia (dawniej kuchnia) wzniesiona przed 1831 r. i przebudowana gruntownie w 1934 r., remontowana w 1974 r.
  - Oficyna zachodnia z 1934 r. z dwiema galeriami
- Ogrodzenie z bramkami z XIX w.

### Łowinia
Murowany dwór z XIX w.

### Mstyczów
- Zespół kościoła parafii Wniebowzięcia Najświętszej Marii Panny (ok. 1908)
  - kościół murowany
  - ogrodzenie murowano-żelbetowe
- Pozostałości zespołu dworskiego z XIX w.
- Murowany zespół dworskiej cegielni Janinów (ok. 1908)
  - cegielnia
  - dom rządcy (obecnie dom nr 107)
  - młyn zbożowy
  - skład na glinę
  - stajnia

### Pawłowice
- Zespół dworski
  - Murowany pałac z końca XIX w. (obecnie Szkoła Podstawowa)
  - Murowana kuchnia z XVIII w. (obecnie Klub Sportowy Olimpia)
  - Pozostałości murowanego ogrodzenia z XIX w.
  - Park z XIX w. (ok. 1900)
  - Drewniany dom (ok. 1880)

### Tarnawa
- Murowany Kościół św. Marcina z XIX w. (ok. 1856)
- Murowana kaplica z 1856 r.
- Pozostałości ogrodzenia, murowano-żelbetowego z II poł. XIX w.
- Murowana plebania z II poł. XIX w.

## Oświata

### Przedszkola
Przedszkole Samorządowe Nr 1 w Sędziszowie

### Szkoły podstawowe
- Szkoła Podstawowa Nr 1 im. Tadeusza Kościuszki w Sędziszowie
- Szkoła Podstawowa Nr 2 im. Św. Floriana w Sędziszowie
- Szkoła Podstawowa w Pawłowicach
- Szkoła Podstawowa w Krzcięcicach
- Szkoła Podstawowa w Tarnawie
- Szkoła Podstawowa w Boleścicach
- Szkoła Podstawowa w Sosnowcu
- Szkoła Podstawowa w Mstyczowie
- Szkoła Podstawowa w Klimontowie
- Szkoła Podstawowa w Zielonkach

### Gimnazja
- Gimnazjum w Sędziszowie
- Gimnazjum w Boleścicach

### Szkoły średnie
- Liceum Ogólnokształcące w Sędziszowie
- Zespół Szkół Zawodowych w Sędziszowie
- Zespół Szkół Rolniczych w Krzelowie
- Technikum Ochrony Środowiska w Krzelowie
- Technikum Żywieniowe w Krzelowie

## Religia

### Kościół rzymskokatolicki
- Parafia Świętych Apostołów Piotra i Pawła w Sędziszowie
- Parafia św. Brata Alberta Chmielowskiego w Sędziszowie
- Parafia pw. św. Prokopa w Krzcięcicach
- Parafia pw. Wniebowzięcia Najświętszej Marii Panny w Mstyczowie
- Parafia pw. św. Marcina w Tarnawie

### Świadkowie Jehowy
- zbór Sędziszów[8]

## Jednostki pomocnicze gminy
Uchwałami Rady Miejskiej w Sędziszowie zostały powołane 34 jednostki pomocnicze gminy w tym 31 sołectw.

## Sołectwa
Aleksandrów, Białowieża, Boleścice, Borszowice, Bugaj, Krzelów-Czekaj, Czepiec, Gniewięcin, Grązów, Jeżów, Klimontów, Klimontówek, Krzcięcice, Łowinia, Marianów, Mierzyn, Mstyczów, Pawłowice, Piła, Piołunka, Podsadek, Przełaj, Przełaj Czepiecki, Słaboszowice, Sosnowiec, Swaryszów, Szałas, Tarnawa, Wojciechowice, Zielonki
Oraz 3 osiedla w Sędziszowie: Osiedle Sady, Osiedle Na Skarpie, Osiedle Rynek

## Sąsiednie gminy
Jędrzejów, Kozłów, Nagłowice, Słupia, Wodzisław, Żarnowiec